# No Problem (Microphones Killarz)
No Problem è il primo album in studio del gruppo Microphones Killarz, pubblicato nel 2005 dalla Vibrarecords.

## Tracce
1. Kiss Kiss Bang Bang
2. Killa Coop Army
3. Perché
4. Il Suono Di Un Respiro
5. Lasciami Stare (feat. Tai-Otoshi)
6. Occhi Sul Foglio (feat. Eldomino & Madlene)
7. Ai Tempi (feat. Jack the Smoker, Asher Kuno & Eldomino)
8. Roll It On!
9. Tra I Fari Della Mia Città
10. Pagami Il Conto
11. Cani Linguistici
12. U Are D 1 (feat. Havana Clab)
13. Biscotti (feat. Fabiano)
14. Senza Maschera (feat. Asher Kuno)
15. Va Così (feat. T'roonz)
16. Chainsaw (feat. Set & Mano)
17. No Problem